# Ficus vallis-choudae
Ficus vallis-choudae là một loài thực vật có hoa trong họ Moraceae. Loài này được Delile mô tả khoa học đầu tiên năm 1843.